# Galeriegrab von Warburg-Rimbeck

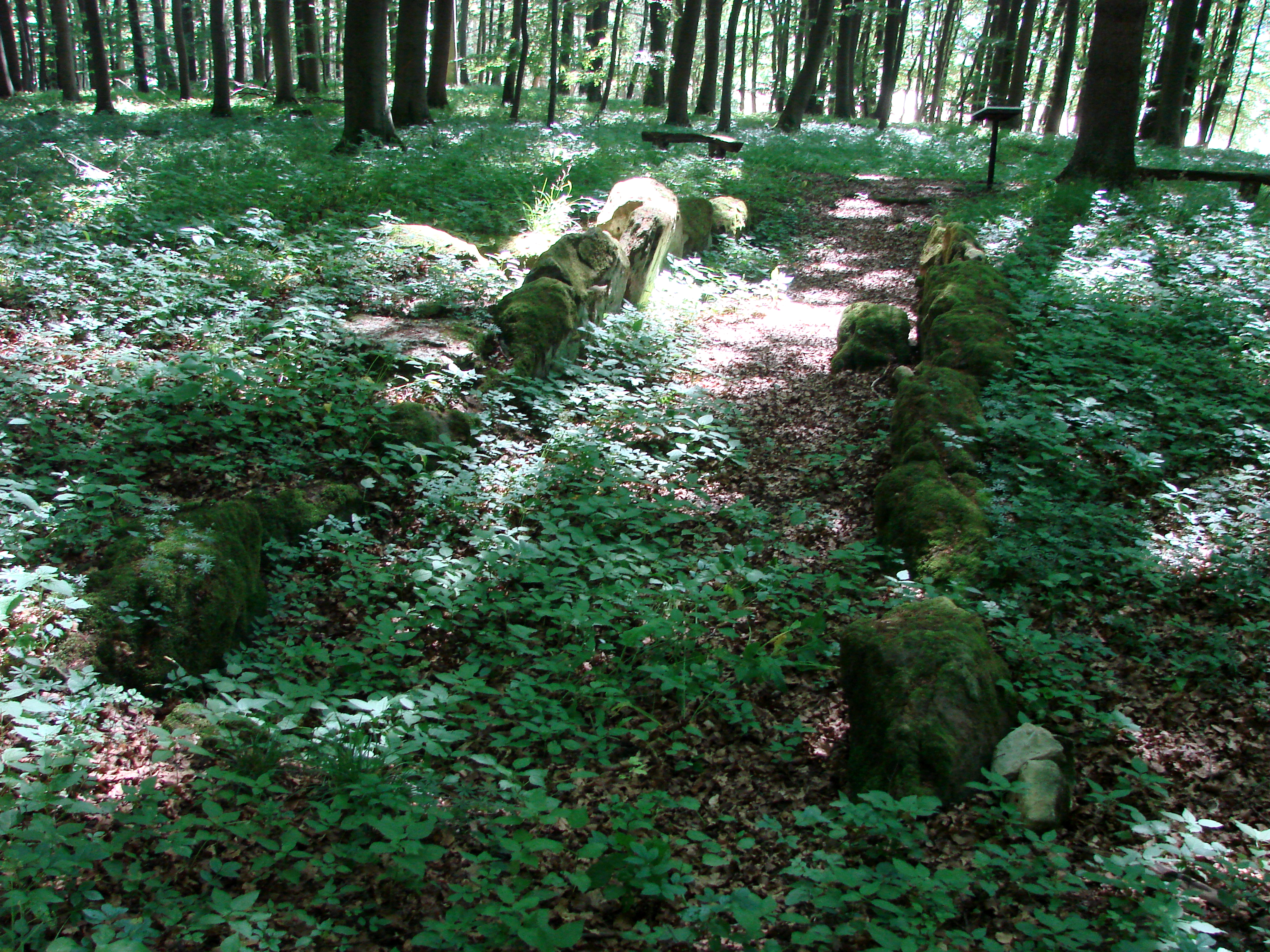
Das Galeriegrab Warburg-Rimbeck

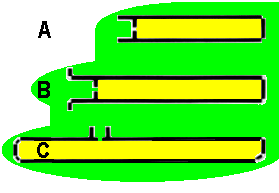
Grundrisse von Galeriegräbern aus der Nekropole von Warburg. Typ C zeigt das Galeriegrab Warburg-Rimbeck mit kurzem, lateralem Zugang bestehend aus zwei Tragsteinen vor dem Seelenloch

Das Galeriegrab von Warburg-Rimbeck liegt innerhalb des Erdwerks von Rimbeck bei Rimbeck im Kreis Höxter in Nordrhein-Westfalen und gehört zu den hessisch-westfälischen Galerien. Das 12 m lange und 2 m breite Galeriegrab ist in den Boden eingelassen. Neolithische Monumente sind Ausdruck der Kultur und Ideologie neolithischer Gesellschaften. Ihre Entstehung und Funktion gelten als Kennzeichen der sozialen Entwicklung.
Das in den Boden eingesenkte und überhügelte Galeriegrab wurde als kollektive Grablege genutzt.
Während die Tragsteine aus Sandstein weitgehend erhalten sind, wurden keine Decksteine gefunden. Bearbeitungsspuren auf den Oberkanten der Tragsteine weisen darauf hin, dass diese entfernt worden sind. Die seitlichen Tragsteine in der Mitte der Kammer sind höher als an beiden Enden, was zu den selten gemachten Beobachtungen gehört, die wohl mit dem lateralen Zugang (ansonsten axial) zusammenhängt. In der Mitte der nördlichen Langseite der Anlage befindet sich der Zugang, das so genannte Seelenloch. Das zweiteilige, im Durchmesser ungefähr 0,5 m große Seelenloch wurde aus zwei Sandsteinplatten herausgepickt. Die Bearbeitungsspuren sind noch an den Innenseiten zu erkennen. Unmittelbar vor dem Seelenloch befindet sich der kurze, laterale Gang bestehend aus zwei Tragsteinen. 
Bei Ausgrabungen in den Jahren 1906 bis 1907 durch Alfred Götze (1865–1948) wurden Skelette sowie Werkzeuge aus Tierknochen, durchbohrte Tierzähne, die vielleicht als Schmuck gedient hatten und Keramikreste gefunden.